# II Narodowy Zlot Harcerzy w Poznaniu
II Narodowy Zlot Harcerzy w Poznaniu – zlot harcerski, zorganizowany przez Związek Harcerstwa Polskiego w dniach 14-23 lipca 1929 roku w Poznaniu, podczas trwania Powszechnej Wystawy Krajowej, prezentującej osiągnięcia 10 lat odrodzonej Polski.
W Zlocie uczestniczyło około 6 700 harcerzy oraz skauci z Łotwy, Estonii, Danii, Francji, Rumunii i Węgier. 
W czasie Zlotu wydawano gazetę "Harce", której łącznie 8 numerów tworzono w formie dziennika obozowego.
Rozegrano 14 konkurencji takich jak: najlepsze sprawozdanie z pracy drużyny, najlepsze wyposażenie drużyny, obozowanie, praca dla całości obozu, samarytanka, sygnalizacja, pionierka, harcerski bieg z przeszkodami, wycieczka 24-godzinna, wycieczka 24-godzinna kolarska, śpiew, muzyka, tańce narodowe, zawody sportowe.
Na Powszechnej Wystawie Krajowej, Związek Harcerstwa Polskiego zorganizował stoisko harcerskie, promujące dorobek harcerstwa w niepodległej Rzeczypospolitej.